# Chính phủ Nga

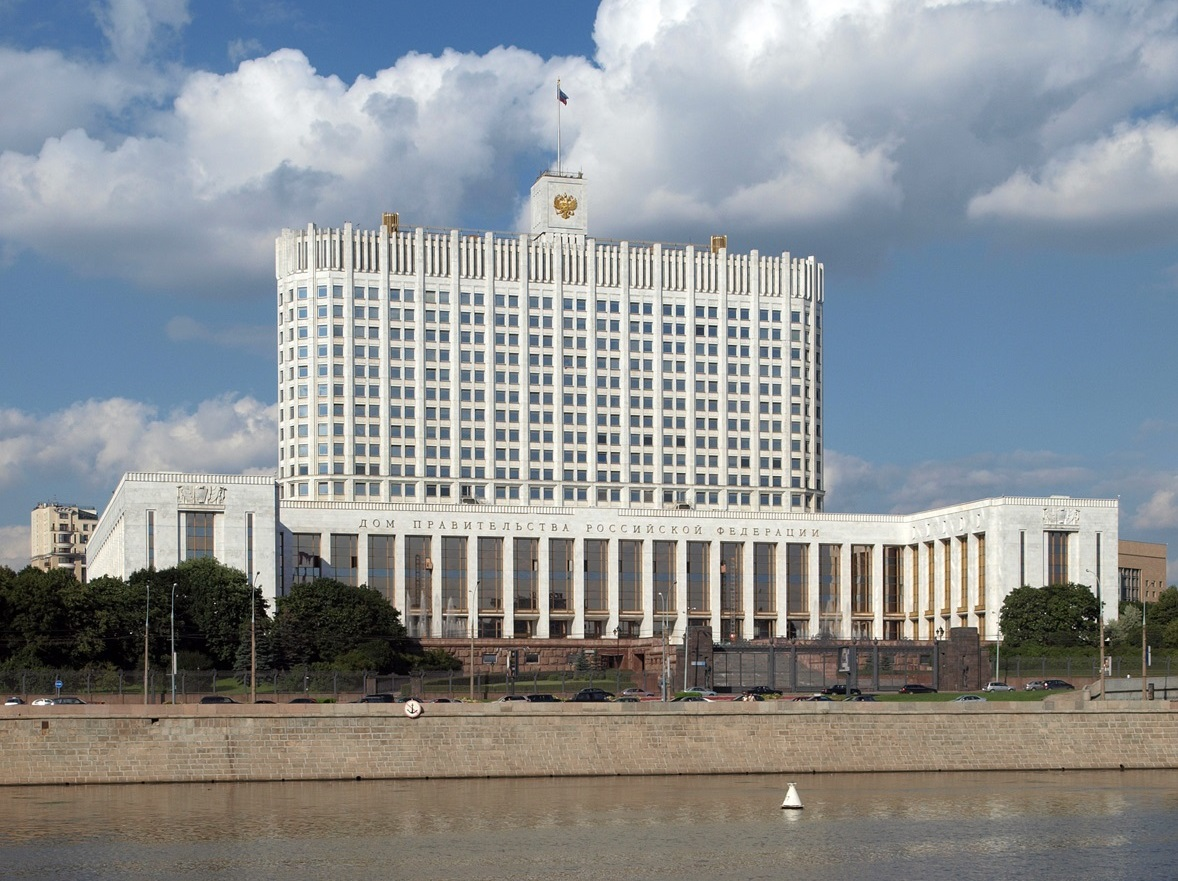
Nhà Trắng, Moscow

Chính phủ Liên bang Nga (tiếng Nga: Правительство Российской Федерации)là cơ quan có thẩm quyền hành pháp cao nhất tại Liên bang Nga.
Quyền hạn và tổ chức của Chính phủ được ghi trong chương 6 Hiến pháp và luật "Chính phủ Liên bang" ngày 17/12/1997.
Theo Hiến pháp, Chính phủ bao gồm Chủ tịch Chính phủ (Thủ tướng), Phó Chủ tịch Chính phủ và Bộ trưởng Liên bang. Chính phủ hiện nay do Mishustin điều hành và được Tổng thống Putin bổ nhiệm. 

## Lịch sử
Sau khi Liên Xô tan rã, Hội đồng Bộ trưởng trở thành cơ quan hành pháp của Tổng thống. Có khi Hội đồng có 12 Phó Thủ tướng, 60 Bộ và Ủy ban Nhà nước. Sau khi cải tổ năm 2004 hiện nay Chính phủ còn 17 Bộ, 7 Cục và 30 cơ quan Chính phủ.
Theo Hiến pháp Nga, điều 111 "Thủ tướng được bổ nhiệm bởi Tổng thống và do Duma quốc gia phê chuẩn". Nếu Tổng thống mất khả năng điều hành thì Thủ tướng có quyền hạn như Tổng thống.

## Chính phủ hiện nay
| Tên | Tên | Thành lập | Chức vụ      | Chức vụ              | Huy hiệu |
| Tiếng Việt                                                                                                   | Tiếng Nga | Thành lập | Đứng đầu     | Đương nhiệm          | Huy hiệu |
| --- | --- | --------- | ------------ | -------------------- | -------- |
| Bộ Ngoại giao                                                                                                | Министерство иностранных дел | 1549      | Ngoại trưởng | Sergei Lavrov        |          |
| Bộ Nội vụ | Министерство внутренних дел | 1802      | Bộ trưởng    | Vladimir Kolokoltsev |          |
| Bộ Tình trạng khẩn cấp Bộ các vấn đề Dân sự Quốc phòng, tình trạng khẩn cấp và hạn chế hậu quả của thiên tai | Министерство по чрезвычайным ситуациям Министерство России по делам гражданской обороны, чрезвычайным ситуациям и ликвидации последствий стихийных бедствий | 10/1/1994 | Bộ trưởng    | Vladimir Puchkov     |          |
| Bộ Quốc phòng                                                                                                | Министерство обороны | 1717      | Bộ trưởng    | Sergey Shoygu        |          |
| Bộ Tư pháp                                                                                                   | Министерство юстиции | 1991      | Bộ trưởng    | Alexander Konovalov  |          |
| Bộ Y tế | Министерство здравоохранения | 2012      | Bộ trưởng    | Veronika Skvortsova  |          |
| Bộ Tài chính                                                                                                 | Министерство финансов | 1780      | Bộ trưởng    | Anton Siluanov       |          |
| Bộ Công Thương                                                                                               | Министерство промышленности и торговли | 2008      | Bộ trưởng    | Denis Manturov       |          |
| Bộ Phát triển Kinh tế                                                                                        | Министерство экономического развития | 2008      | Bộ trưởng    | Alexey Ulyukaev      |          |
| Bộ Phát triển khu vực                                                                                        | Министерство регионального развития | 2004      | Bộ trưởng    | Igor Slyunyayev      |          |
| Bộ Lao động và Xã hội                                                                                        | Министерство труда и социальной защиты | 2012      | Bộ trưởng    | Maxim Topilin        |          |
| Bộ Giáo dục và Khoa học                                                                                      | Министерство образования и науки | 2004      | Bộ trưởng    | Olga Vasilyeva       |          |
| Bộ Giao thông                                                                                                | Министерство транспорта | 2004      | Bộ trưởng    | Maksim Sokolov       |          |
| Bộ Tài nguyên thiên nhiên                                                                                    | Министерство природных ресурсов и экологии | 2008      | Bộ trưởng    | Sergey Donskoy       |          |
| Bộ Năng lượng                                                                                                | Министерство энергетики | 2008      | Bộ trưởng    | Alexander Novak      |          |
| Bộ Văn hóa                                                                                                   | Министерство культуры | 2008      | Bộ trưởng    | Vladimir Medinsky    |          |
| Bộ Thể thao                                                                                                  | Министерство спорта | 2008      | Bộ trưởng    | Vitaliy Mutko        |          |
| Bộ Thông tin Truyền thông đại chúng                                                                          | Министерство связи и массовых коммуникаций | 2008      | Bộ trưởng    | Nikolai Nikiforov    |          |
| Bộ Nông nghiệp                                                                                               | Министерство сельского хозяйства | 1837      | Bộ trưởng    | Alexandr Tkachev     |          |
| Bộ Phát triển Viễn Đông và Bắc Cực Nga                                                                       | Министерство Российской Федерации по развитию Дальнего Востока                                                                                              | 2012      | Bộ trưởng    | Alexander Galushka   |          |
| Bộ Công nghiệp Xây dựng, Nhà ở và tiện ích xã hội                                                            | Министерство строительства и жилищно-коммунального хозяйства                                                                                                | 1/11/2013 | Bộ trưởng    | Mikhail Men          |          |
| Bộ các vấn đề Bắc Kavkaz                                                                                     | Министерство Российской Федерации по делам Северного Кавказа                                                                                                | 12/5/2014 | Bộ trưởng    | Lev Kuznetsov        |          |

## Chức năng và Nhiệm vụ
Điều 114 Hiến pháp quy định, Chính phủ có trách nhiệm:
- Xây dựng, trình  Quốc gia ngân sách liên bang và đảm bảo việc thực hiện; báo cáo Duma Quốc gia về thực hiện ngân sách liên bang; báo cáo hàng năm Duma Quốc gia về hoạt động, bao gồm cả chất vấn được Duma Quốc gia đặt ra;
- Đảm bảo thực hiện việc thống nhất tài chính, tín dụng và chính sách tiền tệ;
- Đảm bảo việc thực hiện các chính sách nhà nước thống nhất trong lĩnh vực văn hóa, khoa học, giáo dục, y tế, an sinh xã hội và sinh thái;
- Quản lý tài sản liên bang;
- Thực hiện các biện pháp để bảo đảm quốc phòng của quốc gia, an ninh quốc gia, thực hiện các chính sách đối ngoại của nhà nước;
- Thực hiện các biện pháp đảm bảo tính pháp lý, quyền và tự do của công dân, bảo vệ tài sản và trật tự công cộng, phòng chống tội phạm;
- Quyền hạn khác thuộc về Hiến pháp của Liên bang Nga, luật liên bang, nghị định của Tổng thống Liên bang Nga.